# Орден Великого князя Литовского Гядиминаса
Орден Великого князя Литовского Гедими́наса (Орден Великого князя Литовского Гедимина; лит. Lietuvos didžiojo kunigaikščio Gedimino ordinas, до 2003 года — Didžiojo Lietuvos kunigaikščio Gedimino ordinas) — государственная награда Литовской Республики.
Орден был учреждён в 1928 году для награждения граждан Литвы и иностранцев за усердный и честный труд на государственной службе или в общественной деятельности.
Орден Великого князя Литовского Гядиминаса имеет пять степеней и медаль ордена.

## История
Орден Великого князя Литовского Гядиминаса был учреждён в 1928 году и первоначально имел четыре степени.
Назван в честь великого князя Литовского Гедимина (лит. Gediminas).
Второй по времени учреждения орден Литвы.
Отменён в 1940 году после включения Литовской Республики в состав СССР.
Орден восстановлен после выхода Литвы из состава СССР на основании Закона Литовской Республики «Об орденах, медалях и других знаках отличия» № I-1799 от 12 сентября 1991 года.

## Положение о награде
32 статья. Награждение орденом Великого князя Литовского Гядиминаса

Орденом Великого князя Литовского Гядиминаса награждаются послужившие Литве лица, отличившиеся особо усердным и честным трудом, общественной деятельностью.

## Описание

### Степени ордена Великого князя Литовского Гядиминаса
33 статья. Структура ордена Великого князя Литовского Гядиминаса
1. Орден Великого князя Литовского Гядиминаса имеет пять степеней. 
2. Знаками ордена являются: Большой крест, Большой командорский крест, Командорский крест, Офицерский крест и Рыцарский крест.
3. Большой крест ордена составляет:
1) крест — серебряный, величиной 50 мм, чернёный оксидированием, в середине покрытый белой эмалью, на стилизованном золотом солнце. В центре креста — покрытый красной эмалью четырёхугольник, с золотыми краями, с серебряными столбами Гядиминовичей. Оборотная сторона креста такая же, но в четырёхугольник, вместо столбов Гядиминовичей, вписаны годы правления Гядиминаса «1316—1341»;
2) звезда – серебряная, девятилучевая, диаметром 85 мм. В центре — уменьшенный знак ордена Великого князя Литовского Гядиминаса;
3) лента — жёлтая муаровая, шириной 100 мм (для женщин — шириной 65 мм), с четырьмя тёмно-коричневыми полосками по краям.
4. Большой командорский крест ордена составляет:
1) крест — как Большой крест;
2) звезда — как у Большого креста;
3) лента — как лента Большого креста, но шириной 40 мм.
5. Командорский крест ордена составляет:
1) крест — как Большой крест;
2) лента — как лента Большого креста, но шириной 40 мм.
6. Офицерский крест ордена составляет:
1) крест — как Большой крест, но величиной 42 мм;
2) лента — как лента Большого креста, но шириной 32 мм, с розеткой.
7. Рыцарский крест ордена составляет:
1) крест — как Большой крест, но величиной 42 мм;
2) лента — как лента Большого креста, но шириной 32 мм.

### Элементы художественного оформления знака ордена и звезды
- Звезда ордена
- Знак ордена
- Оборотная сторона знака ордена
- «Столбы Гядиминовичей» (лит. Gediminaičių stulpai) — догеральдический и геральдический знак княжеского дома Гядиминовичей

## Знаки ордена
| Большой крест                                      | Большой крест, для награждения женщин | Большой командорский крест                 |
| -------------------------------------------------- | ------------------------------------- | ------------------------------------------ |
|                                                    |                                       |                                            |
|                                                    |                                       |                                            |
|                                                    |                                       |                                            |
| Большой командорский крест, для награждения женщин | Командорский крест                    | Командорский крест, для награждения женщин |
|                                                    |                                       |                                            |
|                                                    |                                       |                                            |
|                                                    |                                       |                                            |
| Офицерский крест                                   | Рыцарский крест                       | Медаль ордена                              |
|                                                    |                                       |                                            |
|                                                    |                                       |                                            |

## Награждённые
- кавалеры и дамы Большого креста
- гранд-офицеры
- командоры
- офицеры
- кавалеры и дамы